# أندي فوستين
أندي فوستين (بالفرنسية: Andy Faustin)‏ (25 مارس 1997 بسارسيل في فرنسا - ) هو لاعب كرة قدم فرنسي في مركز الوسط.

## وصلات خارجية
- أندي فوستين على موقع قاعدة بيانات كرة القدم.إي يو (الإنجليزية)
- أندي فوستين على موقع Soccerway.com (الإنجليزية)
- أندي فوستين على موقع عالم كرة القدم.نت (الإنجليزية)